# Thái Đinh
Thái Đinh (chữ Hán: 太丁, hay Văn Đinh, 文丁 trị vì: 1194 TCN - 1192 TCN hoặc 1112 TCN - 1102 TCN), tên thật là Tử Thác (子托) là vua thứ 28 nhà Thương trong lịch sử Trung Quốc.

## Thân thế
Thái Đinh là con của Vũ Ất (武乙) - vua thứ 27 nhà Thương. Khoảng năm 1195 TCN, Vũ Ất bị sét đánh chết, Thái Đinh lên nối ngôi.

## Trị vì
Trong năm thứ 2 sau khi ông lên ngôi, Quý Lịch (季历), tấn công Yên Kinh Nhung (燕京戎) nhưng bị đánh bại. Năm thứ 4, Quý Lịch tấn công Dư Vô Nhung (余无戎) và giành chiến thắng. Năm thứ 7, Quý Lịch tấn công Hô Nhung (呼 戎) và một lần nữa chiến thắng.
Vài năm sau đó, Quý Lịch đánh bại Ế Đồ Nhung (翳徒戎), bắt giữ được ba tướng, báo cáo chiến thắng cho Thái Đinh. Tuy nhiên, do lo sợ nước Chu phát triển quá mạnh mẽ, Thái Đinh ban thưởng cho Quý Lịch và phái ông đến một thành phố được gọi là Tắc Kiều (塞库) và giết đi.
Khoảng năm 1192 TCN, ông qua đời, ở ngôi tất cả ba năm. Dự án Hạ Thương Chu đoạn đại công trình của các nhà sử học hiện đại Trung Quốc xác định ông ở ngôi từ năm 1112 TCN đến 1102 TCN, tức là 11 năm và kết thúc muộn hơn số liệu trên khoảng 90 năm.
Con ông là Đế Ất (帝乙) lên nối ngôi.
Giáp cốt văn khai quật tại Ân Khư ghi ông là vua thứ 27 của nhà Thương .